# 東京ベルエポック美容専門学校

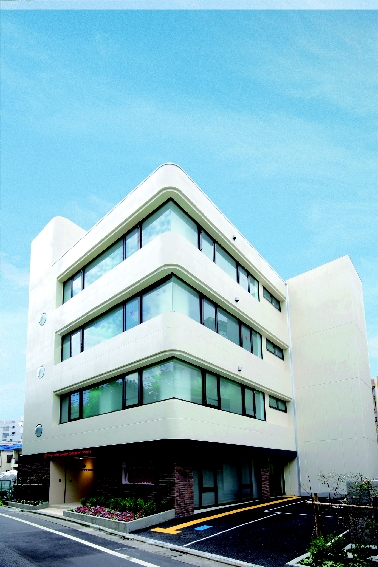
東京ベルエポック美容専門学校

東京ベルエポック美容専門学校（とうきょうベルエポックびようせんもんがっこう）は、東京都江戸川区西葛西6-24-16にある専門学校。運営は学校法人滋慶学園。

## 概要
厚生労働大臣指定美容師養成施設認定校、文部科学省・専門学校認可校。美容師・ヘアメイクアーティスト・ブライダルヘアメイクアーティスト・ビューティーアドバイザー・ネイリスト・エステティシャンらを養成する。
江戸川区葛西地区に学生寮（スチュデントハイム）が用意されている。

## 沿革
ホームページ沿革より抜粋
- 2009年4月  - 創立。美容師科を設置。
- 2009年5月  - 第二校舎完成。
- 2009年10月 - 美容師科通信課程設置。
- 2010年4月  - トータルビューティ科・ブライダル科設置。
- 2013年4月  - 美容師実践科設置。
- 2014年4月  - エステティック科、トータルビューティ専攻科設置。
- 2017年4月  - ブライダル科をヘアメイク科へ名称変更。
- 2020年1月  - 第１校舎増築完成。
- 2021年4月  - メイクアップ科設置。
- 2023年4月  - メイクアップ科をメイクファッション科へ名称変更。
- 2024年4月  - メイクファッション科をトータルビューティ科へ名称変更。

## 設置学科
- 美容師科（2年制）
- ヘアメイク科（2年制）
- トータルビューティ科（2年制）
- 美容師科通信課程（3年制）